# Death Walks Behind You
Death Walks Behind You — второй студийный альбом британской рок-группы Atomic Rooster, выпущенный лейблом B&C Records в сентябре 1970 года. Переиздан в 2004 и 2006 годах с добавлением бонус-треков.

## Об альбоме
Вскоре после выхода первого альбома Atomic Roooster Грэхэм и Палмер вышли из состава группы (Палмер ушёл в новосозданный коллектив Emerson, Lake & Palmer). Их место заняли поющий гитарист Джон Дю Канн (англ. John Du Cann) и ударник Пол Хэммонд (Paul Hammond), с которыми Atomic Rooster записали свой второй и самый успешный альбом Death Walks Behind You.
Диск поднялся до #90 в Billboard 200, а вышедший из этого альбома сингл «Tomorrow Night» достиг #11 в Британии.
В оформлении обложки альбома использована картина «Навуходоносор» английского художника Уильяма Блейка, изображающая вавилонского царя Навуходоносора II, который, согласно библейскому преданию, страдал ликантропией, в образе животного.

## Список композиций
Сторона А
1. «Death Walks Behind You» (Канн, Крейн) 7:28
2. «Vug» (Крейн) 4:57
3. «Tomorrow Night» (Крейн) 3:56
4. «7 Streets» (Канн) 6:40

Сторона Б
1. «Sleeping for Years» (Канн) 5:24
2. «I Can’t Take No More» (Канн) 3:32
3. «Nobody Else» (Крейн, Канн) 4:58
4. «Gershatzer» (Крейн) 7:58

### Бонус-треки при переиздании Castle Music (2004)
1. «Play the Game» (Cann) 4:42 — сторона B сингла «Tomorrow Night» 1971
2. «The Devil’s Answer» (Cann) 3:59 — демоверсия с Карлом Палмером 1970
3. «Tomorrow Night» (Crane) 5:28 — BBC Radio Session 1971
4. «Shabooloo» aka «Before Tomorrow» (Crane, Cann) 6:05 — BBC Radio Session 1971
5. «Death Walks Behind You» (Crane, Cann) 6:06 — BBC Radio Session 1971
6. «Devil’s Answer» (Cann) 3:26 — сингл 1971

### Бонус-треки при переиздании Akarma Records (2006)
1. «Tomorrow Night» 5:27 — BBC Radio Session 1971
2. «Shabooloo» (Crane, Cann) 6:10 — BBC Radio Session 1971
3. «Death Walks Behind You» (Crane, Cann) 6:04 — BBC Radio Session 1971
4. «The Rock» (Crane) 4:32 — трек из альбома In Hearing of Atomic Rooster

## Участники записи
- Джон Дю Канн — электрогитары, вокал
- Винсент Крейн — Орган Хаммонда, кей-бас, бэк-вокал
- Пол Хэммонд — ударные, перкуссия